# Eleição municipal de Simões Filho em 2024
A eleição municipal da cidade brasileira de Simões Filho ocorrerá em 6 de outubro de 2024 para eleger um prefeito, um vice-prefeito e 23 vereadores que serão responsáveis pela administração da cidade baiana no mandato a se iniciar em 1° de janeiro de 2025 e com término em 31 de dezembro de 2028. O prefeito titular é Diogenes Tolentino Oliveira, do MDB, o qual, pela legislação eleitoral, não pode mais se reeleger.

## Calendário Eleitoral
| Início        | Fim           | Atividades | Status    |
| ------------- | ------------- | --- | --------- |
| 7 de março    | 5 de abril    | Janela partidária para vereadores trocarem de partido visando concorrer às eleições sem perder o mandato. | Realizado |
| 6 de abril    | 6 de abril    | Data-limite para todas as legendas e federações partidárias obterem o registro dos estatutos no TSE e para todos os candidatos terem domicílio eleitoral na circunscrição em que desejam disputar as eleições com a filiação deferida pelo partido. | Realizado |
| 15 de maio    | 15 de maio    | Início da campanha de arrecadação prévia de recursos na modalidade de financiamento coletivo para pré-candidatos, sem realização de pedidos de voto e obedecendo a regras relativas à propaganda eleitoral na Internet.                             | Realizado |
| 20 de julho   | 5 de agosto   | Realização de convenções partidárias para deliberar sobre coligações e escolher candidatos às prefeituras e aos cargos de vereador. Os partidos têm até 15 de agosto para registrar os nomes na Justiça Eleitoral.                                  | Realizado |
| 16 de agosto  | 16 de agosto  | Início das campanhas eleitorais de forma igualitária, podendo qualquer publicidade ou manifestação com pedido explícito de voto antes da data ser considerada irregular e multada.                                                                  | Realizado |
| 30 de agosto  | 3 de outubro  | Veiculação da propaganda eleitoral gratuita no rádio e na televisão. | Realizado |
| 6 de outubro  | 6 de outubro  | Realização do primeiro turno das eleições municipais. | Realizado |
| 11 de outubro | 25 de outubro | Veiculação da propaganda eleitoral gratuita no rádio e na televisão para o segundo turno. | Realizado |
| 27 de outubro | 27 de outubro | Realização de um eventual segundo turno nas cidades com mais de 200 mil eleitores em que o candidato a prefeito mais votado não tenha atingido a metade mais um dos votos válidos.                                                                  | Realizado |

## Candidatos à prefeitura
| Nº | Prefeito(a)                                   | Prefeito(a)         | Prefeito(a)                                                                                      | Vice-prefeito(a) | Vice-prefeito(a)      | Vice-prefeito(a)    | Vice-prefeito(a)                                                                  | Coligação Partido(s) | Ref.                 |
| Nº | Candidato(a)                                  | Partido Federação   | Cargo atual                                                                                      | Candidato(a)     | Candidato(a)          | Partido Federação   | Cargo atual                                                                       | Coligação Partido(s) | Ref.                 |
| -- | --------------------------------------------- | ------------------- | ------------------------------------------------------------------------------------------------ | ---------------- | --------------------- | ------------------- | --------------------------------------------------------------------------------- | --- | -------------------- |
| 44 | Del (Devaldo Soares de Souza)                 | UNIÃO               | Vereador e Presidente da Câmara Municipal de Simões Filho (2021-Atual)[carece de fontes?]        |                  | Simone Costa          | PDT                 | Secretária Municipal de Governo da Prefeitura de Simões Filho[carece de fontes?]  | Simões Filho Vai Continuar Avançando UNIÃO, PDT, DC, Federação PSDB Cidadania, PL, PRTB, PRD                               | [ 5 ] [ 6 ] [ 7 ]    |
| 50 | Kadu Silva Maverick (Carlos Eduardo da Silva) | PSOL Fed. PSOL REDE | Ex-Assessor da Juventude da Secretaria Municipal de Cultura da Prefeitura de Simões Filho (2015) |                  | Thiago da Silva Tosta | PSOL Fed. PSOL REDE |                                                                                   | Fed. PSOL REDE (PSOL, REDE)                                                                                                | [ 9 ] [ 10 ]         |
| 55 | Edson Almeida                                 | PSD                 | Ex-prefeito[carece de fontes?]                                                                   |                  | Pró Mariza Bomfim     | Republicanos        | Secretária Municipal de Educação da Prefeitura de Simões Filho[carece de fontes?] | Pra Simões Filho Voltar a Crescer PSD, MDB, PODE, Avante, PT, Solidariedade, PSB, PV, PCdoB, Republicanos, PMB e Mobiliza. | [ 11 ] [ 12 ] [ 13 ] |